# Sefīd Ţūr-e Bālā
Sefīd Ţūr-e Bālā (persiska: سِفيد طورِ بالا) är en ort i Iran.   Den ligger i provinsen Mazandaran, i den norra delen av landet, 130 km nordost om huvudstaden Teheran. Sefīd Ţūr-e Bālā ligger 69 meter över havet och antalet invånare är 436.
Terrängen runt Sefīd Ţūr-e Bālā är platt åt nordost, men åt sydväst är den kuperad.Runt Sefīd Ţūr-e Bālā är det tätbefolkat, med 286 invånare per kvadratkilometer. Närmaste större samhälle är Shīr Savār, 11,5 km norr om Sefīd Ţūr-e Bālā. Trakten runt Sefīd Ţūr-e Bālā består till största delen av jordbruksmark.